# Automolis flaviceps
Automolis flaviceps är en fjärilsart som beskrevs av George Francis Hampson 1898. Automolis flaviceps ingår i släktet Automolis och familjen björnspinnare. Inga underarter finns listade i Catalogue of Life.